# Židé v Novém Sadu

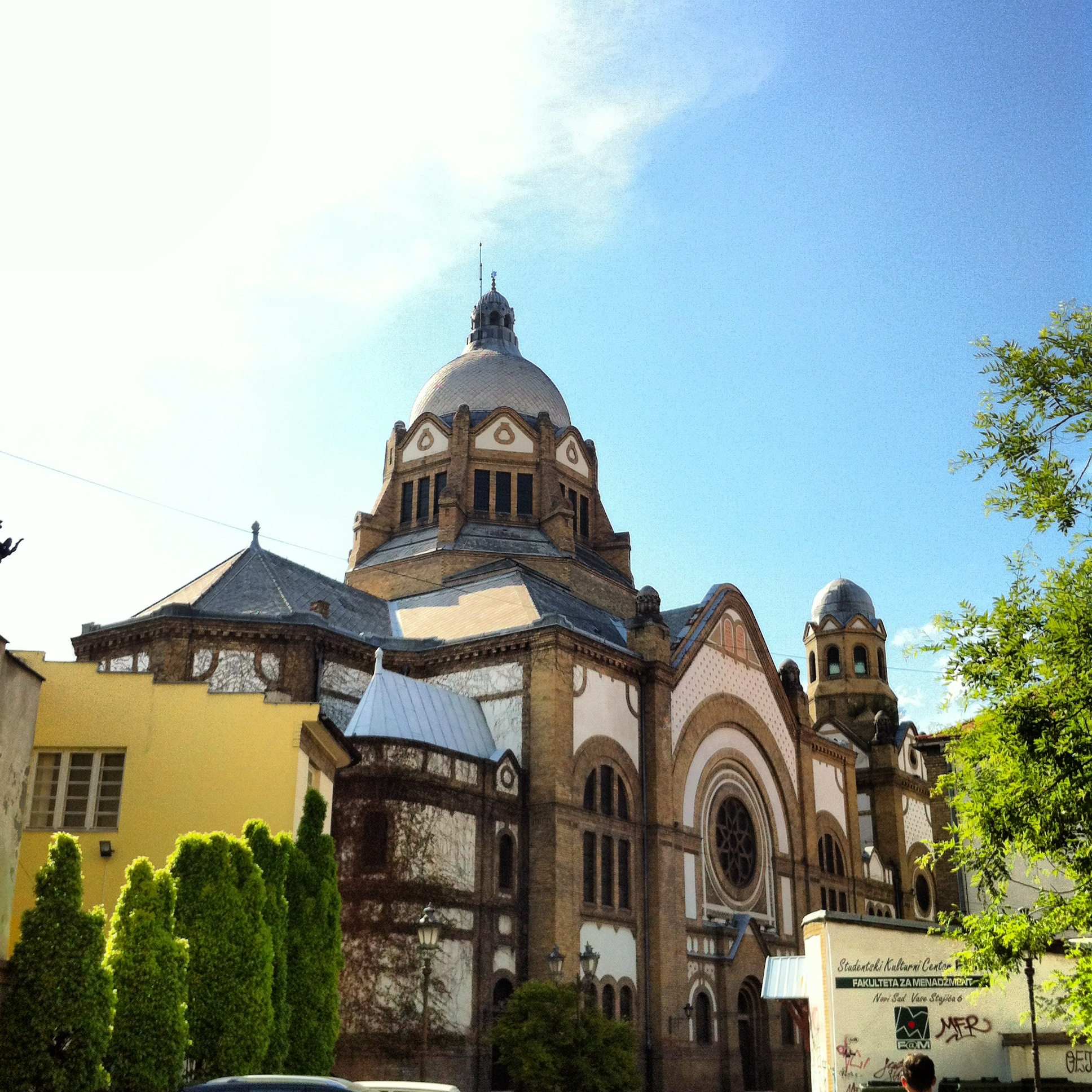
Synagoga v Novém Sadu

Židé v Novém Sadu představovali málo početnou, nicméně přítomnou náboženskou komunitu.
První Židé přišli do Nového Sadu v polovině 18. století, kdy se z původní malé osady na Dunaji stalo svobodné královské město. Již v roce 1743 stála ve městě první synagoga, která byla později zbořena a nahrazena několika dalšími; současná synagoga v ulici Jevrejska pochází z roku 1906. Židovská komunita v Novém Sadu působila do značné míry také v organizaci Chevra kadiša, jehož vznik iniciovala tehdy významná rodina Hirschlů. V roce 1739, kdy došlo ke změnám hranic na území dnešního centrálního Srbska a Bělehrad získali opět do své kontroly Osmanští Turci, přišli tamní Židé do Nového Sadu hledat útočiště. V 18. století žilo v Novém Sadu okolo sta židovských rodin.
Židovské obyvatelstvo Nového Sadu se věnovalo především obchodu, ale i dalším činnostem. Vzhledem k tomu, že Židé představovali oddělenou komunitu od katolíků a pravoslavných ve městě, měli vlastní lékaře, právníky a další. Židé měli v Novém sadu svůj hřbitov, který byl zřízen v závěru 18. století. Na počátku století devatenáctého byla v Novém Sadu otevřena první židovská škola a o nedlouho později i židovská nemocnice. 
Status židovského obyvatelstva se zlepšil až v závěru 19. století, kdy došlo v Uhrách ke zlepšení vztahů mezi většinovým obyvatelstvem a Židy. 
V meziválečném období působila na území města organizace Ha-Šomer ha-ca'ir, která měla do vypuknutí druhé světové války okolo stovky členů.
V Novém Sadu žili Židé až do druhé světové války, kdy část obyvatelstva zahynula v holocaustu na území dnešní Ukrajiny. V lednu 1942 byly prováděny masové popravy přímo v Novém Sadu, v ulicích, parcích nebo na pláži Štrand. Ti, kteří válku přežili, se po jejím skončení vystěhovali do státu Izrael, čímž se početnost židovské komunity snížila ze zhruba tisíce lidí na tři stovky osob. 
V současné době na území města Novi Sad působí židovská obec (srbsky Jevrejska opština).